# 아치모안드레파나구

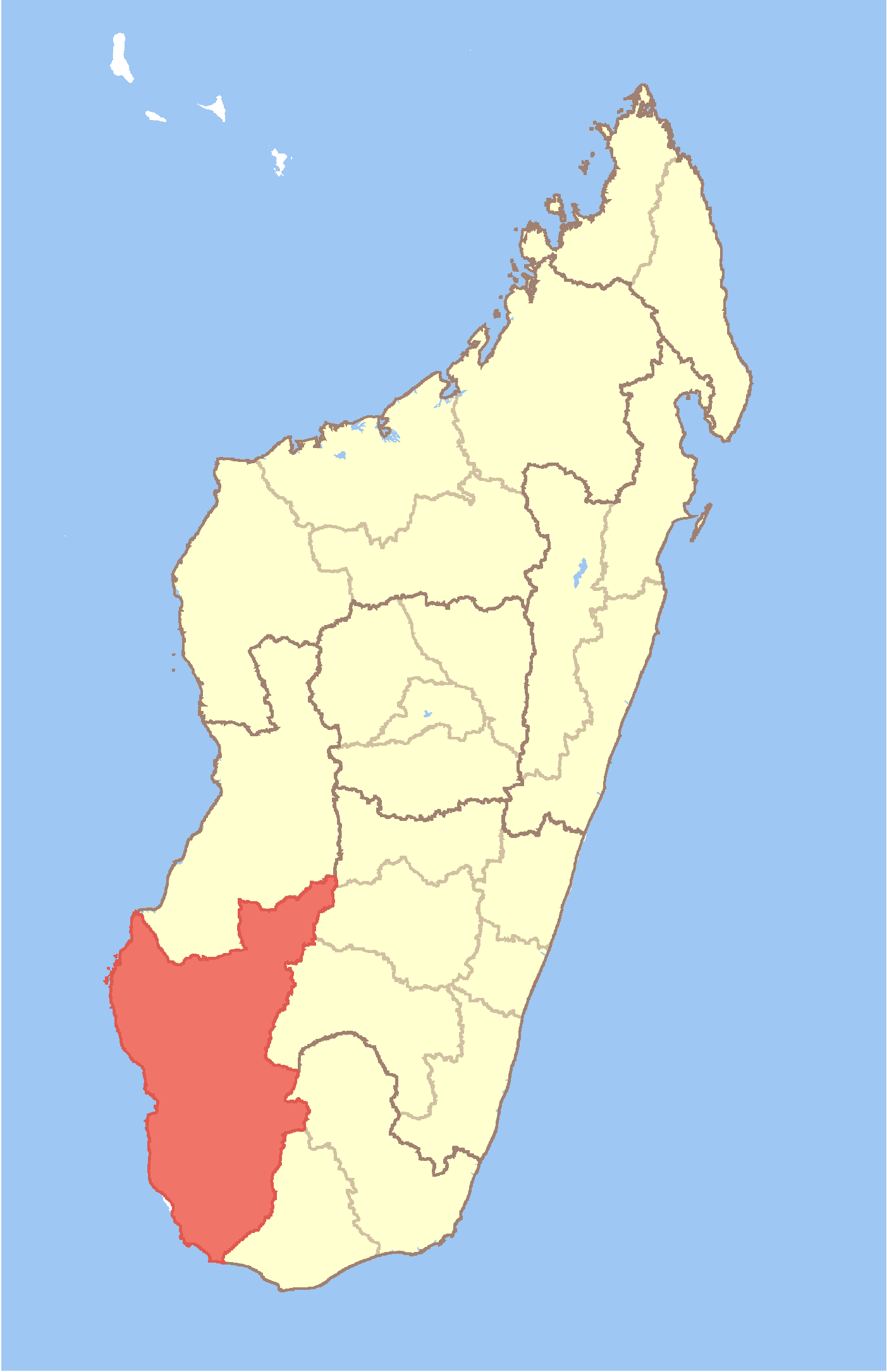
아치모안드레파나 구의 위치

아치모안드레파나구(말라가시어: Atsimo-Andrefana)는 마다가스카르 남서부에 위치한 구로 행정 중심지는 톨리아라이며 면적은 66,236km2, 인구는 1,018,500명(2004년 기준)이다. 북쪽으로는 메나베 구, 북동쪽으로는 아모로니마니아 구와 오트마치아트라 구, 동쪽으로는 이호롬베 구와 아노시 구, 남동쪽으로는 안드로이 구와 접한다. 9개 현을 관할한다.